# Le Givre

Le Givre este o comună în departamentul Vendée, Franța. În 2009 avea o populație de 424 de locuitori.